# Dropbox
Dropbox — файловый хостинг компании Dropbox Inc., включающий персональное облачное хранилище, синхронизацию файлов и программу-клиент. Штаб-квартира компании расположена в Сан-Франциско.
Dropbox позволяет пользователям создать специальную папку на своих компьютерах, которую Dropbox синхронизирует таким образом, что она имеет одинаковое содержимое независимо от того, какое устройство используется для просмотра. Файлы, размещённые в этой папке, также доступны через веб-сайт Dropbox и мобильные приложения. Dropbox работает по модели Freemium, в которой пользователи имеют возможность создать бесплатный аккаунт с заданным количеством свободного пространства, в то время как для увеличения объёма аккаунта необходима платная подписка.
Dropbox создан в 2007 году студентами MIT Дрю Хьюстоном и Арашем Фирдоуси.
Dropbox был признан одним из самых ценных стартапов в США и мире с оценкой более 10 миллиардов долларов США.
Dropbox поддерживает Windows, macOS, Linux; мобильные ОС Android, iOS, Windows Phone и BlackBerry; веб-браузеры; а также имеет неофициальные порты на MeeGo и Symbian.

## Возможности
Dropbox позволяет пользователю размещать файлы на удалённых серверах при помощи клиента или с использованием веб-интерфейса через браузер. При установке клиентского программного обеспечения Dropbox на компьютере создаётся синхронизируемая папка. Хотя главный акцент технологии делается на синхронизацию и обмен информацией, Dropbox ведёт историю загрузок, чтобы после удаления файлов с сервера была возможность восстановить данные. Также ведётся история изменения файлов, которая доступна на период последних 30 дней, помимо этого доступна функция бессрочной истории изменения файлов «Pack-Rat».
История изменения файлов ведётся по принципу diff-кодирования, чтобы сэкономить место, занимаемое файлами. В истории изменения записывается только отличие одной версии файла от другой. Файлы, загруженные через клиент, не имеют ограничения на размер, но файлы, загруженные через веб-интерфейс, ограничены 20 ГБ. Есть также возможность выкладывать файлы для общего доступа через папку «Public», что позволяет использовать сервис в качестве файлообменника. В версиях 0.8.x также появилась возможность предоставления в общий доступ любой папки в «My Dropbox» для последующего доступа через так называемый «shareable link», то есть через веб-интерфейс. Для совместной работы над проектами сервис имеет возможность создания «Shared» папок для общего доступа лиц, имеющих разные учётные записи на сервисе. Доступна автоматическая синхронизация файлов и папок и хранение версий с возможностью отката. Для пользователей Dropbox Professional и Dropbox Business доступна функциональность Smart Sync позволяющая экономить место на жёстком диске, отображая только названия и информацию о файлах, не загружая их содержимое.
В отличие от ряда аналогов, Dropbox не использует шифрование данных на стороне клиента, что, в частности, сделало возможным инцидент 19 июня 2011 года, когда из-за ошибки в обновлённом программном обеспечении сервера в течение четырёх часов был возможен вход в любой аккаунт с использованием любого пароля.
Сервис предлагает бесплатно 2 ГБ для хранения данных, которые можно увеличить бесплатно до 16 ГБ, приглашая новых пользователей или же получить несколько гигабайт после выполнения заданий (установка приложения Dropbox на мобильный телефон и т. д.), также можно купить 1 ТБ.
Есть официальное SDK для создания собственных приложений под Dropbox с использованием популярных языков и платформ Swift, Objective-C, Python, JavaScript, Java, HTTP, .NET.
Сервис не поддерживает передачу данных через WebDAV, вложения электронной почты и FTP.

## История
Dropbox создан в 2007 году студентами MIT Дрю Хьюстоном и Арашем Фирдоуси как стартап, получивший начальное финансирование от Y Combinator.
Изначально идея возникла у основателя компании Дрю Хьюстона во время автобусной поездки из Бостона в Нью-Йорк. Чтобы не скучать в пути, Хьюстон (в то время — студент MIT) взял с собой ноутбук, но забыл захватить флэшку. В итоге ему нечем было заняться с пустым ноутбуком, раздосадованный, он начал прямо в автобусе писать приложение для синхронизации доступа к файлам через интернет.
16 декабря 2010 года вышла стабильная версия сервиса.

## Пользователи[26][27]
В 2009 году Dropbox увеличил свою пользовательскую базу со 100 000 до 4 миллионов всего за четыре месяца. Одним из ключевых факторов такого роста стала реферальная программа, на которую приходилось 35% ежедневных регистраций.
К апрелю 2010 года пользователи Dropbox отправляли 2,8 миллиона приглашений в месяц — в среднем одно приглашение каждую секунду. Этот процесс не требовал дополнительных затрат со стороны компании.
К октябрю 2011 года количество пользователей превысило 50 миллионов, в ноябре 2012 года — 100 миллионов, в 2016 году — 500 миллионов, а к 2021 году достигло 700 миллионов.

## Платформы
У Dropbox есть приложения для десктопных операционных систем Microsoft Windows, Apple macOS и Linux, а также мобильные приложения для смартфонов и планшетов iOS, Android и Windows Phone. Он также предлагает веб-интерфейс для работы через браузер. В рамках партнёрства с Microsoft в январе 2016 года Dropbox анонсировала универсальное приложение для Windows 10.
По заявлению на официальном сайте на март 2025 года: «Хотя программа Dropbox может ещё работать в течение некоторого времени в версиях Windows 7, 8 и 8.1, после 22 октября 2024 г. эти версии больше не будут обновляться или поддерживаться. В мае 2025 года функциональность Dropbox в Windows версий 7, 8 и 8.1 будет ограничена или полностью прекращена.». Продолжение работы в этих ОС возможна с помощью web-интерфейса через поддерживаемый браузер.

## Отзывы
- Dropbox получил хвалебные отзывы от множества изданий, среди которых The Economist, The New York Times, The Washington Post и PC Magazine; к достоинствам хостинга были отнесены простота оформления и лёгкость в использовании[33][34][35][36].
- Dropbox подвергается критике из-за недостаточной надёжности и защищённости данных.